# La Cause du peuple
Pour les articles homonymes, voir La Cause du peuple (homonymie).
 (avril 2018).
Si vous disposez d'ouvrages ou d'articles de référence ou si vous connaissez des sites web de qualité traitant du thème abordé ici, merci de compléter l'article en donnant les références utiles à sa vérifiabilité et en les liant à la section « Notes et références ».
La Cause du peuple est un journal de la Gauche prolétarienne créé en mai 1968, actif jusqu'en 1972 puis à nouveau actif de 1973 à 1978. Le quotidien actuel Libération est directement issu de la période 1968-1972.

## Histoire
La Cause du peuple est fondé le 1er mai 1968 par Roland Castro et devient quelques mois plus tard, le relais presse de l'UJC (ml) par l'intermédiaire du Mouvement de soutien aux luttes du peuple. Son nom est alors Servir le peuple.
Le 1er novembre 1968, une nouvelle série est lancée avec Jean-Pierre Le Dantec comme directeur de publication. Son nom (Servir le peuple) et son positionnement sont changés pour passer au Spontanéisme maoïste. Dix-huit numéros paraîtront jusqu'au 13 mars 1970, lors de la première saisie du journal.
Auparavant, le ministre de l'Intérieur n'avait fait interdire que la revue Tricontinentale le 22 janvier 1969, un magazine fondé lors de la Conférence tricontinentale de Solidarité avec les Peuples d'Asie, d'Afrique et d'Amérique Latine à Cuba en 1966 et diffusé par la Librairie Maspéro.
Pour le numéro dix-neuf de la CDP du 14 avril 1970, Michel Le Bris est directeur de publication. Dès le numéro vingt du 1er mai 1970, Jean-Paul Sartre est le directeur de publication jusqu'au numéro 39 du 1er mai 1971. Le journal fusionne ensuite en mai 1971 avec J'accuse (mensuel), lancé le 15 janvier 1971 avec le soutien de nombreuses personnalités des arts et de la littérature, parmi lesquels Michel Foucault, Jean-Paul Sartre, Simone de Beauvoir ou André Glucksmann. Quarante-huit numéros paraîtront jusqu'au 13 septembre 1973.
Une nouvelle et dernière série paraîtra à partir de novembre 1974 avec Daniel Gréaume comme directeur de publication. Après onze numéros jusqu'en septembre 1976, il est remplacé par Solange Creton jusqu'au numéro vingt et un de février 1978.

## Ligne et affaires politiques et judiciaires

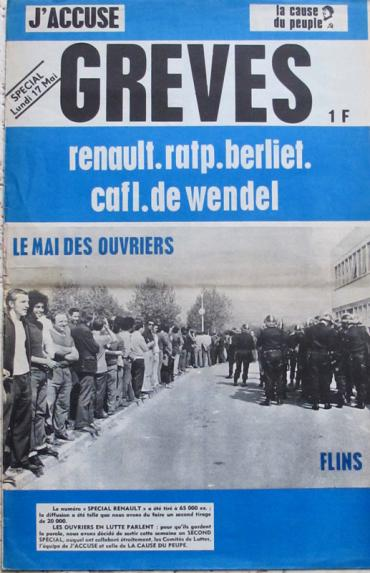

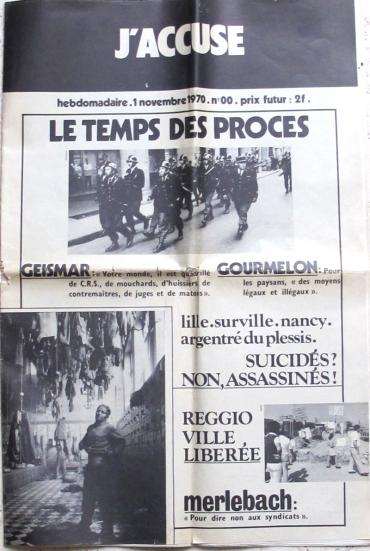
Premier numéro de J'Accuse après les saisies de La Cause du peuple, 1er novembre 1970.

La ligne éditoriale du journal est avant tout définie par la direction de la Gauche prolétarienne :
- militante : soutien presque total à toutes les révoltes, les grèves, les occupations des lieux de travail, la séquestration des patrons, l'occupation des logements ;
- anti-autoritaire : contre le PCF, la CGT, la CFDT, la police (pour une surveillance de la police), l'école, pour la défense des prisonniers, des immigrés, des minorités linguistiques (Occitans, Bretons), des opprimés, pour l'avortement ;
- politique extérieure : pro-chinois, pro-vietnamien, pro-palestinien, anti-soviétique, anti-américain, anti-colonialiste.

En 1970, alors que toutes les semaines l'hebdomadaire La Cause du Peuple est saisi dès sa publication par décret du ministre de l'intérieur Raymond Marcellin (mai 1970), le Premier juge d'instruction de Paris Pierre Galmiche fait arrêter et placer en détention provisoire son directeur Jean-Pierre Le Dantec, pour « injures et diffamation envers la police, provocation au meurtre , au crime et à la sûreté de l'État .» L'écrivain Michel Le Bris prend alors la responsabilité légale du journal contre lequel chaque semaine, le ministre de l'Intérieur émet un décret de saisie. Le Bris est arrêté lui aussi et le 27 mai, les deux directeurs de publication sont condamnés à un an et huit mois de prison ferme pour « provocation aux crimes contre la sûreté de l'État et apologie du meurtre, du vol, du pillage et de l'incendie ». Ce même 27 mai, la Gauche prolétarienne est interdite. De violents incidents ont lieu le jour du procès entre la police et les manifestants. Pour faire face à cette répression systématique, Jean-Paul Sartre est sollicité pour devenir le nouveau directeur de publication de La Cause du Peuple. Il est arrêté avec Simone de Beauvoir le 26 juin 1970 en distribuant son journal sur les Grands boulevards à Paris puis libéré une heure un quart après son interpellation. Le 24 septembre, il comparait devant les juges Pierre Camille Galmiche et Jean Sableyrolles qui le libèrent des chefs d'inculpation. Le gouvernement n'osera pas s'en prendre à lui (selon la célèbre phrase du général de Gaulle, parlant de Sartre : « On ne met pas Voltaire en prison »).
En octobre 1971, le chanteur anarchiste Léo Ferré, viscéralement anti-autoritaire et ardent défenseur de la liberté d'expression, soutient le journal en créant « à chaud » sur scène à Bobino, la chanson « Le Conditionnel de variétés », visant à alerter son public - pas forcément gauchiste - sur la situation. Cette chanson sera enregistrée plus tard sur l'album La Solitude, publié fin 1971.
Serge July, journaliste de La Cause du peuple en anime les tribunes,. Il signe une tribune libre dans Le Monde du 11 avril 1970. Après son passage en prison, Michel Le Bris deviendra par la suite un militant engagé du Groupe d'information sur les prisons. Avec l'aide de Guy Lardreau, Jean-Paul Sartre assure la relève en tant que gérant et vend La Cause du Peuple (devant les caméras de télévision) sur des marchés et à l’entrée des usines Renault de Boulogne-Billancourt (voir photo à droite).

## Fait divers
Fin 1971, La Cause du peuple s’engage sur le créneau du fait divers en décidant de le politiser au service de l’idéologie du mouvement. La caution médiatique de Jean-Paul Sartre ainsi que de celle du philosophe marxiste Louis Althusser ont alors joué un grand rôle dans le maintien de l’audience du journal. Cette stratégie ambiguë s’est retournée en partie contre celui-ci lors de l'affaire de Bruay-en-Artois.
Lorsque le 6 avril 1972 sur un terrain vague de Bruay-en-Artois on retrouve le corps d'une adolescente de 16 ans, Brigitte Dewevre, Serge July, un autre journaliste de La Cause du peuple, Joseph Tournel (ancien mineur, président du Comité pour la Vérité et la Justice créé à cette occasion) et François Ewald, un professeur de philosophie, lancent une campagne médiatique contre Pierre Leroy, un notaire soupçonné à tort d'être l'assassin ou l'instigateur du crime. Le numéro du 1er mai contient une double page extrêmement virulente qui dénonce l'immoralité de la bourgeoisie et frise l'appel au meurtre.
L'agence de presse Libération (APL), ouvertement liée à la Gauche prolétarienne, couvre l’événement.
Jean-Paul Sartre lui-même exprime son désaccord avec cette campagne dans les colonnes du journal, expliquant que la dénonciation ne doit pas viser des personnes en particulier, mais celui-ci lui répond dans le même numéro : « Pour renverser l'autorité de la classe bourgeoise, la population humiliée aura raison d'installer une brève période de terreur et d'attenter à la personne d'une poignée d'individus méprisables, haïs. Il est difficile de s’attaquer à l’autorité d’une classe sans que quelques têtes des membres de cette classe ne se promènent au bout d’une pique ».

## Libération

Le logo actuel de Libération.

C'est en filiation directe de La Cause du peuple que le 18 avril 1973, le quotidien Libération est fondé.
Pierre Victor (Benny Lévy), secrétaire personnel de Jean-Paul Sartre, mais aussi véritable dirigeant de la Gauche prolétarienne, demande à Serge July de s'occuper du nouveau quotidien. Jean-Paul Sartre en sera le premier directeur de publication, Serge July lui succède en 1980 et ouvre peu après les pages de Libération à la publicité, rompant définitivement avec les principes éditoriaux de La Cause du peuple.

### Vidéographie
- Foucault contre lui-même, 2013 https://boutique.arte.tv/detail/foucault_contre_lui_meme
- Arrestation de Jean-Paul Sartre, JT 20H, ORTF, 26 juin 1970, voir en ligne.
- Gérald Mury, Christian Mottier, Les maoïstes, Temps présent, Radio télévision suisse, 30 mars 1972, voir en ligne.